# Vincent-Marie Viénot de Vaublanc

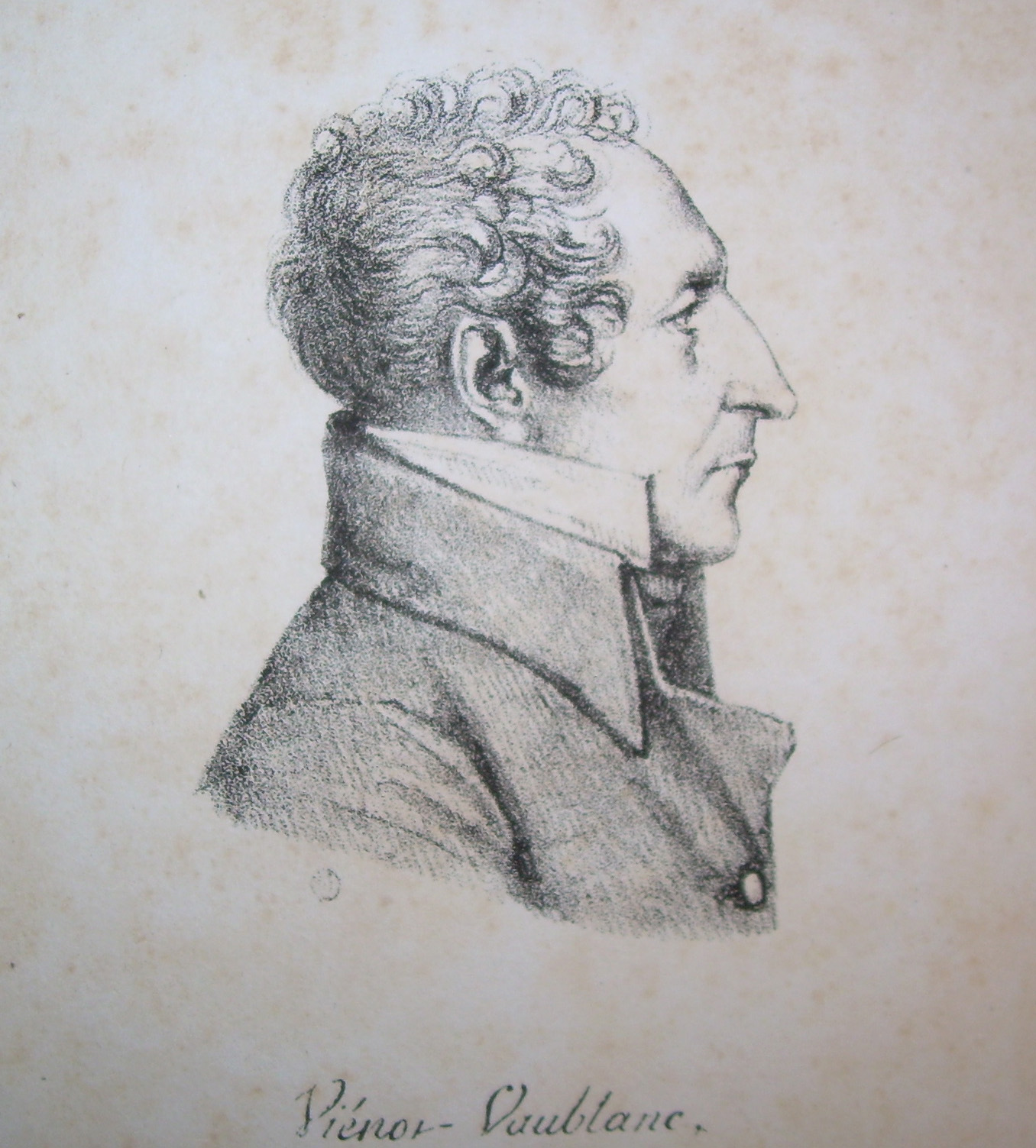
Zeitgenössisches Porträt

Vincent-Marie Viénot de Vaublanc, genannt Comte de Vaublanc (* 2. März 1756 in Fort-Dauphin, heute Fort-Liberté, Haiti; † 21. August 1845 in Paris) war ein französischer Staatsmann.

## Leben
Vincent-Marie Viénot de Vaublanc entstammte einer in Burgund begüterten adligen Familie. Er wurde in der französischen Kolonie Saint-Domingue geboren, wo sein Vater als Offizier und Kommandant des Fort-Dauphin stationiert war. Im Alter von sieben Jahren kam er nach Frankreich. Er absolvierte die Kadettenanstalt in La Flèche und eine Militärkarriere. 1782 kaufte Vaublanc sich das Amt eines Richters (Lieutenant des maréchaux de France) sowie ein Landgut in Dammarie-les-Lys bei Melun und ließ sich dort nieder.
1789 wurde Vaublanc Sekretär der Adelsversammlung im Bailliage Melun. Nach der Errichtung der Départements im Jahre 1790 wurde er zum Präsidenten des Départements Seine-et-Marne ernannt. Im September 1791 wurde Vaublanc in die französische Nationalversammlung gewählt und kurz darauf von der royalistischen Mehrheit zum Parlamentspräsidenten bestimmt. Während der Terrorherrschaft versteckte er sich an verschiedenen Orten im Südwesten Frankreichs und kehrte erst 1795, nach dem Tode Robespierres, nach Paris zurück. Als er während der Regierung des Direktoriums erneut vom Tode bedroht wurde, emigrierte er in die Schweiz und nach Italien.
Nach dem Staatsstreich des 18. Brumaire VIII kehrte er wieder nach Frankreich zurück. Unter Napoleon Bonaparte war Vaublanc 1803 kurzzeitig Präsident des Corps législatif und von 1805 bis 1814 Präfekt des Départements Moselle. Nach dem Sturz Napoleons behielt er dieses Amt, musste aber während der Hundert Tage aus Metz fliehen, nachdem er gemeinsam mit Charles Nicolas Oudinot versucht hatte, die Stadt nicht in die Hände der Kaisertreuen fallen zu lassen.
Nach der zweiten Rückkehr Ludwigs XVIII. ernannte dieser im Dezember 1815 Vaublanc als Dank für seine Unterstützung zum Großoffizier der Ehrenlegion. Während der Restauration wurde Vaublanc zu einem der eifrigsten Verfechter einer ultra-royalistischer Politik in der Chambre introuvable. In den Jahren 1815 und 1816 amtierte Vaublanc auf Betreiben des Comte d’Artois im Ministerium Richelieu als Innenminister. Nach dem Scheitern seines Plans zur Änderung des französischen Wahlgesetzes reichte er im Mai 1816 seinen Rücktritt ein.
Zwischen 1820 und 1827 kehrte Vaublanc als Deputierter des Départements Calvados auf die politische Bühne zurück und wurde 1830 zum Conseiller d’État berufen. Noch im selben Jahr verabschiedete er sich anlässlich der Thronbesteigung von König Louis Philippe endgültig aus der Politik.
In seinem 1833 erschienenen Hauptwerk Mémoires sur la Révolution de France entwickelte er eine eigene Theorie über die Gründe für den Ausbruch der Französischen Revolution.

## Werke (Auswahl)
- Rapport sur les honneurs et récompenses militaires, le 28 janvier 1792, fait à l’Assemblée nationale, au nom du Comité d’instruction publique (1792), online abrufbar über Gallica, das Digitalisierungsprojekt der Französischen Nationalbibliothek
- Réflexions sur les bases d’une constitution (1795), unter dem Pseudonym „L.-P. de Segur“.
- Considérations critiques sur la nouvelle ère, sous la forme d’un discours à la tribune du Conseil des Cinq-Cens (1801), online abrufbar über Gallica und verfügbar als Microfiche-Ausgabe (Witney 1993) in der Serie „The French Revolution research collection“
- Des administrations provinciales et municipales (1828), online abrufbar über Gallica.
- Mémoires sur la Révolution de France et recherches sur les causes qui ont amené la Révolution de 1789 et celles qui l’ont suivie (4 Bände, 1833), online abrufbar über Gallica: Band 1, Band 3 und Band 4
- Souvenirs (2 Bände, 1839)